# The Sky
The Sky è l'album di debutto del gruppo hardcore Green Arrows. Venne pubblicato nel 2003 dalla Vacation House Records.

## Tracce
1. Forsake – 2:41
2. To Degenerate – 2:35
3. Different Ways – 2:17
4. Burn All Your Money – 2:17
5. Distances Between Us – 3:07
6. Green Arrows – 3:11
7. Crashing the Things – 2:14
8. You Make Me Sad – 2:30
9. I Wanna See you – 2:44
10. Girls and Friends – 2:27
11. Open Wide My Eyes – 3:18
12. Dark Noises – 1:33
13. Happiness Lost With Time – 12:00

## Formazione
- B.J. - voce, chitarra
- Karma - basso, cori
- Marmo - chitarra, cori
- Secco - batteria
- Master One - DJ, campionamento, cori